# Phaenocarpa helophilae
Phaenocarpa helophilae är en stekelart som beskrevs av Van Achterberg 1998. Phaenocarpa helophilae ingår i släktet Phaenocarpa och familjen bracksteklar. Inga underarter finns listade i Catalogue of Life.